# Puerto Rico All Stars
Die Gruppe Puerto Rico All Stars, abgekürzt PRAS, ist eine Salsa und Latin Jazz Gruppe aus Puerto Rico.

## Werdegang
Die Band wurde 1977 von Franklin Gregory in Puerto Rico gegründet. 1963 entstand eine Band mit ähnlichem Namen Puerto Rican All-Stars, die von einem Perkussionisten namens Kako begleitet wurde. Sie setzte sich unter anderem aus einer großen Zahl von namhaften Künstlern wie Andy Montañez, Paquito Guzmán, Lalo Rodríguez und Gilberto Santa Rosa zusammen, die später eine Solokarriere wie begannen. PRAS war eine Alternative und stand im Wettbewerb zu der in New York City ansässigen Band Fania All-Stars unter Johnny Pacheco. PRAS produzierte drei Alben, welche in der Zeit von 1977 bis 1979 erschienen. 1996 kam ihr letztes Album De Regreso auf den Markt.

## Bandmitglieder

### Puerto Rico All Stars  Zusammensetzung im Jahr 1977
Aldo Torres (Posaune), Andy Montañez (Lead- und Backgroundsänger), Augie Antomattei (Trompete), Derek Cartagena (Kompilation), Eladio Perez (Congas), Elías Lopés (Arrangeur), Elías Lopés (Trompete), Elliot Romero (Backgroundsänger), Endel Dueno (Timbales), Frankie Gregory (Produzent), Gunda Merced (Arrangeur und Posaune),  Jesus Sanchez (Techniker), Jon Fausty (Techniker), Jon Fausty (Abmischung), Jorge Millet (Arrangeur), Juancito Torres (Trompete), Julio Anidez (Techniker), Luigi Texidor (Backgroundsänger), Luigi Texidor (Gesang), Mario Ortiz (Arrangeur), Mario Ortiz (Trompete), Marvin Santiago (Backgroundsänger), Marvin Santiago (Gesang), Papo Lucca (Arrangeur), Papo Lucca (Piano), Paquito Guzmán (Lead- und Backgroundsänger), Polito Huertas (Bass), Rafael Ithier (Arrangeur), Raffi Torres (Posaune), Ralph Cartagena (Produzent) und Tony Sánchez (Schlagzeug).

### Puerto Rico All Stars Zusammensetzung im Jahr 1978
Andy Montañez (Lead- und Backgroundsänger), Domingo Santos (Timbales), Elías Lopés (Trompete), Gunda Merced (Posaune), Juan Antonio Pepin (Congas), Juancito Torres (Backgroundsänger), Juancito Torres (Produzent), Juancito Torres (Trompete), Juancito Torres (Gesang), Lalo Rodríguez (Gesang), Luigi Texidor (Gesang), Luiy Maldonada (Posaune), Mario Ortiz (Produktionsassistent), Mario Ortiz (Trompete), Mario Roman (Piano), Papo Clemente (Congas), Paquito Guzmán (Backgroundsänger), Pepe Guerrero (Marimba), Raffi Torres (Posaune), Ralph Cartagena (Produzent), Tito Allen (Gesang), Tito Lara (Backgroundsänger), Tommy Acevedo (Gitarre), Tommy Villarini (Trompete), Tony Sánchez (Schlagzeug), Wisón Torres, Jr. (Backgroundsänger), Yayo el Indio (Gesang)

### Puerto Rico All Stars Zusammensetzung im Jahr 1979
Andy Montañez (Gesang), Frankie Gregory (Produzent), Gilberto Santa Rosa (Gesang), Jorge Millet (Arrangeur), Lalo Rodríguez (Gesang), Papo Sanchez (Gesang), Sammy Gonzalez (Gesang), Tito Allen (Gesang)

### Puerto Rico All Stars Zusammensetzung im Jahr 1996
Andy Montañez (Gesang), Angel „Angie“ Machado (Trompete), Angel Torres (Saxofon), Celso Clemente (Bongos), Cheguito Encarnación (Saxofon), Cuco Sandova (Fotografie), Cusi Castillo (Trompete), Damaris Mercado (künstlerische Leitung), Darvel Garcia (Backgroundsänger), Darvel Garcia (Gesang), Edwin Mulenze (Bass), Efraín Hernández (Bass), Ernesto Sanchez (Saxofon), Frankie Gregory (Konzept), Frankie Gregory (Produzent), Furito Rios (Saxofon), Hector Tricoche (Gesang), Hector Veneros (Saxofon), Jerry Medina (Backgroundsänger), Josue Rosado (Backgroundsänger), Josue Rosado (Gesang), Juan „Pericles“ Covas (Techniker), Juancito Torres (Trompete), Julito Alvarado (Arrangeur), Julito Alvarado (Trompete), Lenny Prieto (Arrangeur), Lito Peña (Arrangeur), Liza Montañez (Gesang), Louis Garcia (Arrangeur), Louis Garcia (Direktor), Louis Garcia (Gesang), Luis Aquino (Trompete), Luis Quevedo (Piano), Mario Ortiz (Arrangeur), Mario Ortiz (Trompete), Omar Santiago Macaya (Design), Phil Austin (Mastering), Piro Rodriguez (Trompete), Primi Cruz (Performer), Primi Cruz (Vocals), Puerto Rico All Stars (Main Performer), Rafael „Tito“ DeGracia (Timbales), Ralph Mercado (ausführender Produzent), Ray Santos (Arrangeur), Roberto Jiménez (Saxofon), Ronald Davidson (Design), Tommy Villarini (Trompete), Victor Manuelle (Gesang), Willie Lopez (Congas)

## Diskografie
- Puerto Rico All Stars Original (1977)
- Los Profesionales (1978)
- Tribute To The Messiah (1979)
- De Regreso (1996)